# Something Human
Something Human is een nummer van de Britse rockband Muse uit 2018. Het is de derde single van hun achtste studioalbum Simulation Theory.
"Something Human" gaat iets meer de popkant op dan andere nummers van Muse, en gaat over het terugkeren van iets menselijks na een lange tournee. Het is het eerste nummer dat zanger Matthew Bellamy heeft geschreven na afloop van de Drones-tour. Het nummer werd in Muse' thuisland het Verenigd Koninkrijk geen hit, net als in Nederland. In Frankrijk en Wallonië werd het nummer wel een hit, en in Vlaanderen haalde het de 4e positie in de Tipparade.